# تنبلا
تنبلا، روستایی است در شمال شهرستان سیمرغ که در استان مازندران ایران واقع است.
این روستا از شمال به روستای همجوار اسماعیل کلا بزرگ و گالشکلا، از شرق به پهناجی و از غرب به دینه سر و از جنوب به روستای پایین دست و مرکز شهرستان کیاکلا منتهی می‌شود.
شغل مردمان این روستا دامداری و کشاورزی است و همچنین روستا دارای دو آبندان شهید نیلی در سمت شرق روستا و شهیدان میریان در سوی غرب قرار دارند و هر ساله برای شروع فصول بهار و تابستان استفاده می‌شوند.
مذهب و دین: روستا یک مسجد بنام " صاحب الزمان (عج) " دارد که در خیابان شهید علی اصغر ولی زاده مرکز روستا واقع شده و حسینیه و گلزار شهدا نیز در بخش شمالی روستا و در خیابان شهیدان میریان واقع هستند.
شهدای روستا : از آنجایی که مردمان هر کشور برای دفاع آرمان‌های میهن خود می‌جنگند تا از بین نرود این روستا هم ۷ شهید والامقام را برای حفظ نظام فدا کرد بنام‌های: علی اصغر ولی زاده، احمد آقا محمد پور، منصور نادری، حسن داداشی، اسماعیل میرزایی، سید محمود میریان، سید حسین میریان و بسیجی شهید: عین‌الله قاضی زاده
نام گذاری: این روستا در زمان‌های قدیم بنام "قائمده" شناخته شده بود طبق شنیده‌های افراد مسن این روستا طبق عقاید مذهبی این روستا در زمان روز عاشورا که از ۱۰ روستا همجوار بمیزبانی روستای قائمده بودند و میزبان ناهار آن روز نیز با قائمده همراه بوده که رفته رفته به نام‌هایی همچون: طعام پلا همراه بوده‌است که رفته رفته به "تنبلا" تغییر پیدا کرده‌است.
(در زبان محلی مازندرانی پلا معنی برنج خطاب می‌شود)

## جمعیت
این روستا در کیاکلا قرار داشته و براساس آخرین سرشماری مرکز آمار ایران که در سال ۱۳۸۵ صورت گرفته، جمعیت آن ۴۰۶نفر (۱۰۴خانوار) بوده‌است.